# Scheiden
Scheiden ist ein Ortsteil der Gemeinde Losheim am See im Landkreis Merzig-Wadern (Saarland). Es ist der höchste Ort des Saarlandes.

## Geographie und Landschaft
Scheiden liegt inmitten des Saarländischen Hochwalds in einer Höhe von 480 bis 510 m ü. NHN etwa 4 km nördlich von Losheim. Der höchste Punkt der Gemarkung erreicht eine Höhe von 585 m ü. NHN. Damit ist der einwohnermäßig kleinste Ortsteil der Gemeinde Losheim am See zugleich der höchstgelegene Ort des Saarlandes.

## Geschichte
Urkundlich zum ersten Mal erwähnt wurde Scheiden im Jahr 1303 in einem Vogtei-Weistum des Hochgerichtes Losheim. Mauerreste einer alten Burg, genannt Altes Schloss, deuten auf eine schon frühere Besiedlung schon. Anlass zu dieser Vermutung dürfte auch schon der volkstümliche Name dieser Burg geben: Römerburg. Auch der Römerpfad, eine alte Römerstraße zwischen Trier und Saarbrücken, im Volksmund auch Rennpfad (mundartlich: „Rennpööd“) genannt, erinnert an diese Zeit.
Scheiden war seit seiner Gründung bis zur Errichtung der Kirchengemeinde, Waldhölzbach-Scheiden im Jahr 1923 immer Filialort der Pfarrei Losheim gewesen. Nach dem Visitationsprotokoll des Landkapitels Merzig von 1569 stand in Scheiden bereits eine Kapelle. Die Kapellen dieser Zeit waren ummauerte Bildstöcke mit Bedachung und Frontseite.
Aus dem Jahre 1621 existieren Notariatsakten über Streitigkeiten der Scheidener mit Losheimer Einwohnern über einen Heckenwald und Viehweiden, die teils zu Losheim und teils zu Scheiden gehörten. Das Visitationsprotokoll aus Losheim vom 25. Mai 1623 berichtet von Rügen gegen Scheidener Einwohner. Rügen hatten meist Geldbußen zur Folge.  Andere Akten berichten über Abgaben (u. a. der Zehnt), Frondienste und andere Verpflichtungen der Scheidener Bevölkerung gegenüber Klöstern und Hochgerichten.
Fünf Bauernfamilien lebten 1632 in Scheiden. Im Jahre 1635 während des Dreißigjährigen Krieges (1618–1648) wurde das Dorf mit Kapelle vollkommen zerstört und von den Menschen verlassen. 30 Jahre lang lag der Ort als Wüstung da, erst 1676 siedelten die ersten Menschen wieder hier an. Bekannt ist namentlich der Neusiedler Gangloff mit seiner Familie, 1698 folgten Thomas Steier und 1702 Johann Weyand. 1772 hatte Scheiden wieder eine Kapelle, die im Jahre 1778 durch Pfarrer Dondelinger von Losheim benediziert wurde und 1805 eventuell durch die französischen Revolutionstruppen zerstört worden war.
1815 kamen die Preußen und brachten u. a. die allgemeine Schulpflicht. 1821/22 wurde in Scheiden eine gemeinsame Schule für Bergen, Scheiden und Waldhölzbach und 1841/42 ein neues Gotteshaus gebaut.
Am 7. Mai 1857 brannte der ganze Ort bis auf die wohl damals schon mit Schiefer eingedeckten Häuser, wie die Kirche und Schule sowie zwei weitere Häuser vollständig ab. Nachdem das Dorf im selben Jahr wieder aufgebaut worden war, wurde der Wasserknappheit durch einen in der Ortsmitte errichteten Brunnen (Bur) abgeholfen (1863). Es konnte dennoch nicht verhindert werden, dass einige Jahre später in dem früheren erneut ein Brand derart wütete, dass dabei zwei Kinder ums Leben kamen.
Im Jahre 1923 kam es zur Gründung der eigenen Vicarie Waldhölzbach-Scheiden. In den letzten Kriegstagen des Zweiten Weltkrieges kamen 1945 in Scheiden 16 Zivilisten ums Leben, der Schaden an den Gebäuden lag bei 75 – 80 %.
1974 wurde die Gemeinde Scheiden im Rahmen der Gebiets- und Verwaltungsreform ein Ortsteil der Einheitsgemeinde Losheim am See.
2003 feierte Scheiden das 700-jährige Bestehen des Ortes.
Die Vereinsgemeinschaft richtet jedes Jahr an Christi Himmelfahrt das Scheidener Dorffest aus, welches regional starke Beliebtheit erlangt hat.
Der heutige Ortsvorsteher ist Ralf Zimmermann (SPD).
Scheiden ist ein staatlich anerkannter Erholungsort.

## Vereine
- Deutsches Rotes Kreuz-Ortsverein Scheiden (gegründet 1965)
- Turn- und Sportverein (gegründet 1965)
- Karnevalsverein (gegründet 1994)
- Freiwillige Feuerwehr (gegründet 1913)
- Obst- und Gartenbauverein
- Frauengemeinschaft Scheiden
- Angelsportverein
- Heimatverein
- Förderverein Kirche
- Kirchenchor Scheiden-Waldhölzbach (Neugründung 1986)
- Jugendtreff
- Stammtisch 2022 e. V.